# Sixteen (band)
Sixteen (later bekend als Sixteen-Seventeen en Seventeen) was een Poolse band, die werd opgericht in 1997. De band had z'n hoogtepunt in 1998, toen ze Polen vertegenwoordigden tijdens het Eurovisiesongfestival 1998 met het nummer To takie proste. De band eindigde op de zeventiende plaats (van de 25 deelnemers).  
Hun debuutalbum "Lawa" (Lava) werd uitgebracht in 1997.
De band werd ontbonden in 2004. 

## Bandleden
- Renata Dąbkowska - zang
- Jarosław Pruszkowski - gitaar
- Janusz Witaszek - basgitaar
- Tomasz Stryczniewicz - drums
- Mirosław Hoduń - toetsen
- Grzegorz Kloc - zang, gitaar
- Olga Pruszkowska - viool, achtergrondzang